# شكري العلوي
شكري العلوي (1956 - 29 أبريل 2021)، هو صحفي ومقدم نشرات الأخبار الرياضية باللغة الفرنسية مغربي. ويُعد من قيدومي الصحفيين في القناة الثانية المغربية 2M، حيث تعرف عليه المشاهدين بشكل كبير في تنشيط عدد من البرامج الرياضية على القناة الثانية قبل ان ينتقل للعمل في راديو مارس. وهو من الجيل الأول المؤسس للقناة الثانية المغربية.

## وفاته
توفي ليلة الأربعاء الخميس 29 أبريل 2021، عن عمر يناهز 65 سنة، بعد صراع مع المرض، حيث كان قد خضع لعملية جراحية.